# Svartpannad nunnefågel
Svartpannad nunnefågel (Monasa nigrifrons) är en fågel i familjen trögfåglar inom ordningen jakamar- och trögfåglar.

## Utseende och läte
Svartpannad nunnefågel är en rätt stor och mörk fågel med lysande röd näbb. Arten liknar vitpannad nunnefågel, men ansiktet är svart. Lätet, som ofta hörs från par eller grupper, består av kakofoniska utbrott av ljudliga papegojlika ljud.

## Utbredning och systematik
Svartpannad nunnefågel delas in i två underarter med följande utbredning:
- Monasa nigrifrons nigrifrons – förekommer i lågländerna från sydöstra Colombia till östra Peru och i stora delar av Brasilien
- Monasa nigrifrons canescens – förekommer i tropiska Bolivia öster om Anderna

## Levnadssätt
Svartpannad nunnefågel hittas i låglänta skogar och skogsbryn, i yngre och öppnare miljöer än vitpannad nunnefågel. Den ses sitta på exponerade grenar i skogens mellersta och övre skikt, ibland orörlig under långa perioder.

## Status och hot
Arten har ett stort utbredningsområde, men tros minska i antal, dock inte tillräckligt kraftigt för att den ska betraktas som hotad. Internationella naturvårdsunionen IUCN listar arten som livskraftig (LC).

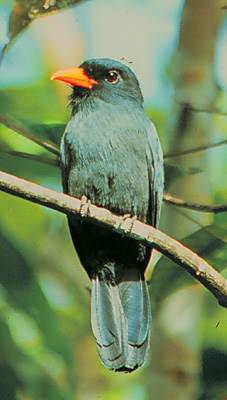